# Alderson (Oklahoma)
Pour les articles homonymes, voir Alderson.
Alderson est une ville du comté de Pittsburg dans l'Oklahoma, aux États-Unis.